# The Abyss (film, 2023)
Ne doit pas être confondu avec  The Abyss (film, 1910) ou Abyss (film).
Pour les articles homonymes, voir Abyss.
Pour plus de détails, voir Fiche technique et Distribution.
The Abyss (Avgrunden) est un film catastrophe suédois écrit et réalisé par Richard Holm (sv) et sorti en 2023. Le scénario est également coécrit par Robin Sherlock Holm et Nicola Sinclair. Le rôle principal est joué par Tuva Novotny.
Le film est présenté en première en Suède le 15 septembre 2023, sorti par SF Studios.

## Synopsis
Il ne fait aucun doute que quelque chose va se passer à Kiruna, la seule question est de savoir quand...
Une famille est confrontée à l'impensable lorsque le désastre que tout le monde craignait devient soudain réalité. Frigga qui, parallèlement au travail risqué de responsable de la sécurité de la mine de fer de Kiruna à Kiirunavaara (en), tente d'équilibrer sa vie avec sa famille, un nouvel amour et un ancien petit ami qui ne veut pas la lâcher. Lorsque le sol commence soudainement à trembler sous leurs pieds, l'énigme de la vie n'a plus d'importance et le combat pour éviter d'être entraîné dans l'abîme commence.

## Fiche technique
- Titre original : Avgrunden
- Titre français : The Abyss
- Réalisation : Richard Holm (sv)
- Scénario : Richard Holm (sv), Robin Sherlock Holm, Nicola Sinclair
- Photographie : Anssi Leino
- Montage : Richard Holm (sv), Thomas Lagerman, Anders Nilsson (sv)
- Costumes : Hilda Junker
- Musique : Lasse Enersen
- Production : Madison Denbrock, Joakim Hansson
- Sociétés de production :
- Pays de production : Suède
- Langue originale : suédois
- Format : couleur
- Genre : catastrophe
- Durée : 103 minutes
- Dates de sortie[4] :
  - Suède : 15 septembre 2023
  - Internet : 16 février 2024

## Acteurs (sélection)
- Tuva Novotny : Frigga Vibenius
- Peter Franzén : Tage Vibenius
- Kardo Razzazi : Dabir Ayobi
- Felicia Maxime : Mica Vibenius
- Angela Kovacs : Erika Svalin
- Tintin Poggats Sarri : Aila
- Edvin Ryding : Simon Vibenius

## Production
Le film est produit par Joakim Hansson pour SF Studios, en coproduction avec Filmpool Nord, Film Tampere, Mjölk Movies, Business Finland, Seven Islands Film, Gran Canaria Film Commission et Spanish Tax Rebate.
Il est tourné à Kiruna (Suède) et à Tampere (Finlande) en 2022. Certaines parties du film sont également enregistrées à Gran Canaria.